# ارتباط ایتالیایی
ارتباط ایتالیایی (انگلیسی: The Italian Connection) یک فیلم دلهره‌آور نوآر ایتالیایی-آلمانی است که در سال ۱۹۷۲ منتشر شد.

## گزیدهٔ بازیگران
- ماریو آدورف
- هنری سیلوا
- وودی استرود
- آدولفو چلی
- لوچانا پالوتزی
- فرانکو فابریتسی
- فمی بنوسی
- فرانچسکا رومانا کولوتسی
- سیریل کیوسک
- سیلوا کوشچینا
- پیتر برلینگ
- لارا وندل
- جسیکا دابلین
- آندرئا اسکوتی
- اولی لومل
- رناتو زیرو